# Le fiabe di Hello Kitty
Le fiabe di Hello Kitty (SANRIO Animation Series?, SANRIO Animation Series, distribuita anche come: サンリオ世界名作映画館シリーズ, Sanrio sekai meisaku eigakan shirīzu) è una collezione di mediometraggi e cortometraggi animati prodotta dalla Sanrio  e realizzata da Grouper Production per il mercato home video giapponese tra il 1989 e il 1998. In Italia è stata distribuita in due serie distinte: Le fiabe di Hello Kitty e Le favole di Hello Kitty.

## Trama
Hello Kitty, My Melody, Keroppi ed altri personaggi del franchise sono i protagonisti di fiabe o vivono avventure fantastiche nella loro vita quotidiana.

## Personaggi

### Hello Kitty

#### Famiglia
- Kitty
- Mimmy: è la sorella gemella di Kitty
- Papà: si chiama George
- Mamma
- Nonno
- Nonna

#### Compagni di scuola
- Thomas: è un orso con le guance rosse
- Tippy: è un orso bruno
- Tracy: è un procione ghiotto
- Jodie: è un cane dotto
- Fifi: è una pecora
- Cathy: è una coniglietta

#### Personaggi minori
- Maestra: è una gatta e fa l'insegnante
- Janis: è un cane e fa l'agente di polizia
- Neil: è una capra e fa il postino

### My Melody
- My Melody
- Mamma
- Nonna
- Lupo: cerca di rubare il cibo che porta My Melody
- Cacciatore: tiene a bada il lupo
- Minto: amica di My Melody

### Keroppi
- Keroppi
- Janki: è tozzo
- Kerosuke o Kyorosuke: è alto e smilzo
- Nobel: è piccolo, porta gli occhiali ed è intelligente
- Kerorin: porta le trecce; il suo nome corrisponde alla pronuncia francese del nome Caroline
- Teruteru: è una bambola scaccia-pioggia
- Denden: è una lumaca

### Kiki e Lala
- Kiki: è goloso e per volare ha bisogno di legarsi una stella sulla schiena
- Lala o Rara: fa da sorella maggiore a Kiki
- Nemurin: è un principe con le sembianze di un cucciolo d'orso non antropomorfo, con un cappuccio marrone in testa; vola a cavallo di una scopa
- Regina: appare sempre a bordo di una slitta trainata da un pegaso
- Luna: la sua forma è a falce ed è sempre in movimento con gli occhi chiusi e con un cappello per dormire. Ha la brutta abitudine di intromettersi negli affari altrui
- Bambini Stella: hanno il compito di lucidare le stelle per farle brillare

### Tabo

#### Corpo di Difesa Spaziale
- Tabo
- Poyon: è una gelatina amico di Tabo
- Arcibot: è una tartaruga robot
- Capitano
- Wess
- East
- Suzy
- Nooze

### Hangyodon
- Hangyodon: è una carpa a capo di un'agenzia investigativa
- Sayuri: è un polipo femmina con un fiocco rosso, fa da segretaria
- Itaro: è un calamaro intelligente con gli occhiali, ha inventato una macchina del tempo a forma di armadio
- Otamaro: è un girino gigante che ripete sempre il suo nome
- Kingyo: è un carassio femmina, Hangyodon ha un debole per lei
- Rakko: è una lontra e copre ruoli diversi
- Ispettore: è un ippocampo che porta sulle spalle il figlio, il suo vero nome è Tatsuno Otoshigo
- Loose: è un lupo capo di una banda di ladri chiamata Silk Hat Penguin (tradotta sempre con un nome diverso)

### Pokopon
- Pokopon: è un procione ghiotto di dango, sa trasformarsi
- Hanachan: è l'amica d'infanzia di Pokopon
- Mamma di Pokon
- Papà di Pokopon
- Kitsune: è una volpe

### Badtz-Maru
- Badtz-Maru: il suo nome può essere scritto anche con questi simboli: XO
- Madre: tenta invano di far studiare il figlio
- Padre: si chiama Bad, ha il vizio del gioco d'azzardo ed è a capo di un'organizzazione
- Pochi: è un coccodrillo e vive in una cuccia per cani
- Hanamaru: è una foca bianca amica del protagonista
- Pandaba: è un panda femmina rivale del protagonista

## Sigle italiane
Le fiabe di Hello Kitty: versione inglese della sigla originale, musica di Miyagawa Hiroshi.
Le favole di Hello Kitty: testo di Carlo Cavazzoni, musica di Miyagawa Hiroshi, cantata da Elettra.

## Distribuzione

### Edizione italiana
Una prima selezione di episodi è stata distribuita in DVD da EXA Entertainment nel 2006 con il titolo: Le fiabe di Hello Kitty e i suoi amici ed è stata trasmessa sul canale satellitare Boomerang dal 21 dicembre 2009 al 6 gennaio 2010 con doppi episodi dal lunedì al venerdì. L'edizione italiana di questi episodi è un adattamento della serie statunitense Hello Kitty and Friends, andata in onda su CBS nel 1993, che oltre ad alcuni OAV include anche due mediometraggi cinematografici della serie Sanrio Anime Festival: La bella addormentata (Harō Kiti mahō no mori no ohimesama), Cenerentola (Harō Kiti no Shinderera). In seguito la serie è stata redisitribuita in DVD da MTC e Dynit.
Un'ulteriore selezione di episodi intitolata Le favole di Hello Kitty è stata importata direttamente dal Giappone dalla Dynit e divisa in due stagioni distinte. La prima stagione è incentrata su fiabe e romanzi classici ed è stata pubblicata in DVD con il titolo: Le favole di Hello Kitty e i suoi amici. È stata trasmessa sul canale satellitare DeA Kids dal 5 luglio 2010 e in seguito la serie è andata in replica sul canale digitale terrestre Ka-Boom dal 3 luglio 2013. La seconda stagione è incentrata sulle avventure quotidiane dei personaggi Sanrio ed è stata trasmessa in prima visione su Ka-Boom dal 27 gennaio 2014 fino al 4 marzo seguente. Anche in questo caso vennero inclusi alcuni film cinematografici della serie Sanrio Anime Festival: Hello Kitty in Pollicina, My Melody in Cappuccetto rosso, Keroppi in Il Fagiolo Magico, Tabo in Il Pianeta del Drago, Keroppi in I Tre Moschettieri, Pokopon in Viaggio Verso Ovest e (Badtz-Maru in) Pochi come te non c'è nessuno.

### Doppiaggio
| Personaggio   | Doppiatore italiano          |
| ------------- | ---------------------------- |
| Kitty         | Francesca Rinaldi (2ª serie) |
| Keroppi       | Ilaria Giorgino              |
| Pokopon       | Claudia Scarpa (2ª serie)    |
| Kiki          | Federico Di Pofi (2ª serie)  |
| Lala          | Elena Liberati (2ª serie)    |
| Harupachi     | Emiliano Reggente (2ª serie) |
| Voce narrante | Daniela Debolini (2ª serie)  |

## OAV originali
| Nº | Titolo italiano Giapponese 「Kanji」 - Rōmaji | Pubblicazione     | Pubblicazione |
| Nº | Titolo italiano Giapponese 「Kanji」 - Rōmaji | Giapponese        |               |
| 1  | Tabo in Saluta i nuovi amici 「みんなのたぁ坊こんにちは」 - Min'na no Tābō kon'nichiwa                                                                       | 1989              |               |
| 2  | Tabo in La gara dei talenti 「たあ坊のガンバル宣言」 - Tābō no ganbaru sengen                                                                                | 1989              |               |
| 3  | (Nezumi in) Giallo all'epoca di Edo 「大江戸捕物帳 ねずみ小僧」 - Ōedo torimono-chō nezumi kozō                                                              | 26 aprile 1989    |               |
| 4  | La grande avventura 「けろけろけろっぴの大冒険」 - Kero Kero Keroppi no daibōken                                                                             | 27 settembre 1989 |               |
| 5  | Hello Kitty in La festa di compleanno 「キティとミミィのハッピーバースデー」 - Kiti to Mimyi no happībāsudē                                                  | 27 settembre 1989 |               |
| 6  | Hello Kitty in Il Lago misterioso 「ハローキティのキティのふしぎなみずうみ」 - Harō Kiti no Kiti no fushigina mizu umi                                       | 1991              |               |
| 7  | Keroppi in La nave dei sogni 「けろけろけろっぴの空とぶゆめの船」 - Kero Kero Keroppi no sora tobu yume no fune                                              | 1º aprile 1992    |               |
| 8  | Keroppi in Una nuova amicizia 「けろけろけろっぴの友だちっていいな」 - Kero Kero Keroppi no tomodachitte ī na                                                | 1º maggio 1992    |               |
| 9  | Giochiamo a baseball 「けろけろけろっぴのがんばれ! けろっぴーず」 - Kerokero kero ppino ganbare! Kero ~tsupi ̄zu                                              | 21 luglio 1992    |               |
| 10 | Il giorno in cui il tempo si è fermato 「ハローキティのとまった大時計」 - Harō Kiti no tomatta ōdokei                                                        | 21 luglio 1992    |               |
| 11 | Il circo arriva in città 「ハローキティのサーカスがやってきた」 - Harō Kiti no sākasu ga yattekita                                                           | 21 luglio 1992    |               |
| 12 | Mamma in fondo mi vuole bene 「ハローキティのやっぱりママがすき」 - Harō Kiti no yappari mama ga suki                                                        | 21 agosto 1992    |               |
| 13 | Hangyodon in Guai nel regno dei dinosauri 「ハンギョドンのパラレル大作戦 恐竜王国は大さわぎ」 - Hangyodon no parareru dai sakusen kyōryū ōkoku wa dai sawagi | 21 settembre 1992 |               |
| 14 | Keroppi in Il cucciolo di dinosauro 「けろけろけろっぴの恐竜がでた」 - Kero Kero Keroppi no kyōryū ga deta                                                   | 21 settembre 1992 |               |
| 15 | La mela magica 「ハローキティのまほうのリンゴ」 - Harō Kiti no mahō no ringo                                                                                 | 21 settembre 1992 |               |
| 16 | Hello Kitty in Gli alieni atterrano a Londra 「ハローキティのロンドンにおりた宇宙人」 - Harō Kiti no Rondon ni orita uchūbito                                | 21 settembre 1991 |               |
| 17 | 「サンリオ・クリスマス・ファンタジア」 - Sanrio Kurisumasu Fantajia                                                                                          | 1º novembre 1992  |               |
| 18 | 「キティとダニエルのすてきなクリスマス」 - Kiti to Danieru no sutekina kurisumasu                                                                            | 1º novembre 1992  |               |
| 19 | Babbo Natale e la sorella Kuppi 「サンタさんとトナカイクッピ」 - Santa-san to tonakai Kuppi                                                                  | 1º novembre 1992  |               |
| 20 | Il Cappello di Babbo Natale 「ハローキティのきえたサンタさんの帽子」 - Harō Kiti no kieta Santa-san no bōshi                                                 | 1º novembre 1992  |               |
| 21 | Il regalo della vigilia di Natale 「けろけろけろっぴのクリスマス・イブのおくりもの」 - Kero Kero Keroppi no kurisumasu ibu no okurimono                      | 1º novembre 1992  |               |
| 22 | Hangyodon in Guai nel futuro 「ハンギョドンのパラレル大作戦 未来世界は大さわぎ」 - Hangyodon no parareru daisakusen mirai sekai wa daisawagi                 | 21 novembre 1992  |               |
| 23 | Keroppi in La nostra principessa 「けろけろけろっぴのぼくらのお姫さま」 - Kero Kero Keroppi no boku-ra no ohimesama                                          | 1993              |               |
| 24 | Tabo in Salviamo la stella Miraggio 「宇宙防衛隊たあ坊のしんきろう星を救え!」 - Uchū bōei-tai Tābō no Shinkirō hoshi o sukue!                                | 1993              |               |
| 25 | Keroppi in Il mio amico mago 「けろけろけろっぴの友だちは魔法使い」 - Kero Kero Keroppi no tomodachi wa mahōtsukai                                           | 21 febbraio 1993  |               |
| 26 | Hello Kitty in Grazie, signor postino 「ハローキティの 郵便屋さんありがとう」 - Harō Kiti no yūbin'yasan arigatō                                             | 21 febbraio 1993  |               |
| 27 | Hangyodon in Hangyodon 007 「ハンギョドンの００７／２ (ドクターサンデーあらわるの巻)」 - Hangyodon no 007/ 2 (Dokutā Sandē arawaru no maki)                  | 10 marzo 1993     |               |
| 28 | Kiki e Lala in Vai vai Pegaso 「キキとララのはばたけ!ペガサス」 - Kiki to Rara no habatake! Pegasasu                                                         | 21 marzo 1993     |               |
| 29 | Keroppi in Salviamo le api 「けろけろけろっぴのミツバチ大騒動」 - Kero Kero Keroppi no mitsubachi ōsōdō                                                      | 21 marzo 1993     |               |
| 30 | La grande gara di nuoto 「アヒルのペックルの水泳大会は大騷ぎ」 - Ahiru no Pekkuru no suieitaikai wa daisawagi                                                | 21 marzo 1993     |               |
| 31 | 「アヒルのペックルの秘宝を探せ」 - Ahiru no Pekkuru no hihō o sagase                                                                                         | 21 aprile 1993    |               |
| 32 | Hello Kitty in La lucciola blu 「ハローキティの幸せの青いホタル」 - Harō Kiti no shiawase no aoi hotaru                                                      | 21 aprile 1993    |               |
| 33 | Kiki e Lala in Voglio diventare una principessa 「キキとララのお姫さまになりたい」 - Kiki to Rara no ohimesama ni naritai                                    | 21 aprile 1993    |               |
| 34 | Pokopon in Pokopon torna a casa 「ぽこぽんの里帰り」 - Pokopon no satogaeri                                                                                  | 21 maggio 1993    |               |
| 35 | Eddy e Emi in Gli anelli firmati 「エディ&エミィのイニシャルリングは2人で」 - Edi & Emyi no inisharu ringu wa 2-ri de                                        | 21 maggio 1993    |               |
| 36 | L'avventura del principe codardo 「けろけろけろっぴのよわむし王子の大冒険」 - Kero Kero Keroppi no Yowamushi-Ōji no dai bōken                                | 21 maggio 1993    |               |
| 37 | Due splendide sorelle 「ハローキティのすてきな姉妹」 - Harō Kiti no sutekina shimai                                                                          | 21 maggio 1993    |               |
| 38 | Pokopon in La battaglia delle trasformazioni 「ぽこぽんのキツネ川温泉へんしん合戦」 - Pokopon no kitsune kawa onsen henshin gassen                           | 21 giugno 1993    |               |
| 39 | Sam e Chip in La gara d'automobili 「サムとチップのハチャメチャ大レース」 - Samu to Chippu no hachamecha dai rēsu                                            | 21 giugno 1993    |               |
| 40 | Hangyodon in Guai nella città di Edo 「ハンギョドンのパラレル大作戦 (花のお江戸は大さわぎ)」 - Hangyodon no parareru daisakusen (hana no oedo wa dai sawagi) | 21 giugno 1993    |               |
| 41 | Hangyodon in Il super detective Hangyodon 「名探偵ハンギョドン 怪盗ルーズあらわるの巻」 - Meitantei Hangyodon kaitō rūzu arawaruno maki                      | 21 giugno 1993    |               |
| 42 | Alla ricerca del fungo rosa 「けろけろけろっぴの大冒険~ピンクのきのこ」 - Kero Kero Keroppi no daibōken ~ Pinku no kinoko                                    | 21 giugno 1993    |               |
| 43 | Biancaneve 「ハローキティのしらゆきひめ」 - Harō Kiti no Shirayuki hime                                                                                      | 21 giugno 1993    |               |
| 44 | Kiki e Rara in Hansel e Gretel 「キキとララのヘンゼルとグレーテル」 - Kiki to Rara no Henzeru to Gurēteru                                                    | 21 giugno 1993    |               |
| 45 | Heidi 「ハローキティのアルプスの少女ハイジ」 - Harō Kiti no Arupusu no shōjo Haiji                                                                           | 21 agosto 1993    |               |
| 46 | 「ハローキティのハッピー!仮装大会」 - Harō Kiti no happī! Kasō taikai                                                                                        | 21 agosto 1993    |               |
| 47 | Le avventure di Gulliver 「けろけろけろっぴのガリバーの冒険」 - Kero Kero Keroppi no Garibā no bōken                                                         | 21 agosto 1993    |               |
| 48 | La lampada magica di Aladino 「アヒルのペックルのアラジンと魔法のランプ」 - Ahiru no Pekkuru no Arajin to mahō no ranpu                                      | 21 settembre 1993 |               |
| 49 | Hello Kitty in La Principessa Bambù 「ハローキティのかぐや姫」 - Harō Kiti no Kaguya-hime                                                                    | 21 settembre 1993 |               |
| 50 | 「ポチャッコのわくわくバースデイ」 - Pochakko no wakuwaku bāsudei                                                                                            | 21 ottobre 1993   |               |
| 51 | Le avventure di Simbad 「アヒルのペックルのシンドバッドの冒険」 - Ahiru no Pekkuru no Shindobaddo no bōken                                                   | 21 ottobre 1993   |               |
| 52 | 「ハローキティのおかぜをひいたサンタさん」 - Harō Kiti no okaze o hīta Santa-san                                                                             | 1º novembre 1993  |               |
| 53 | La storia del campo di carote 「ポチャッコのにんじん畑は大騒ぎ」 - Pochakko no ninjin hata wa ōsawagi                                                        | 21 novembre 1993  |               |
| 54 | 「けろけろけろっぴのけろけろハウスのひみつ」 - Kero Kero Keroppi no Kero Kero hausu no himitsu                                                               | 21 novembre 1993  |               |
| 55 | Kiki e Lala in La Principessa della stella del cigno 「キキとララの白鳥座のお姫さま」 - Kiki to Rara no hakuchō-za no ohimesama                              | 21 novembre 1993  |               |
| 56 | Alice nel paese delle meraviglie 「ハローキティの不思議の国のアリス」 - Harō Kiti no Fushigi no Kuni no Arisu                                                | 21 novembre 1993  |               |
| 57 | Il ladro dei sogni 「ハローキティの夢どろぼう」 - Harō Kiti no yume dorobō                                                                                   | 21 dicembre 1993  |               |
| 58 | Kiki e Lala in Le scarpe da ballo 「キキとララの星のダンスシューズ」 - Kiki to Rara no hoshi no dansu shūzu                                                  | 21 dicembre 1993  |               |
| 59 | Tabo in Cronos il padrone 「宇宙防衛隊たあ坊の時の止まった星」 - Uchū bōei-tai Tābō no toki no tomatta hoshi                                                 | 1994              |               |
| 60 | Robin Hood 「けろけろけろっぴのロビンフッド」 - Kero Kero Keroppi no Robin Fuddo                                                                             | 21 gennaio 1994   |               |
| 61 | Diventiamo amici 「けろけろけろっぴの友だちになろうよ」 - Kero Kero Keroppi no tomodachi ni narou yo                                                         | 1º novembre 1992  |               |
| 62 | Il principe nel castello dei sogni 「ハローキティの夢のお城の王子さま」 - Harō Kiti no yume no o-jō no ōji-sama                                              | 21 febbraio 1994  |               |
| 63 | 「けろけろけろっぴの空をとべたら」 - Kero Kero Keroppi no sora o tobetara                                                                                    | 21 marzo 1994     |               |
| 64 | 「パティ&ジミィの君こそスーパースター」 - Pati & Jimyi no kimikoso sūpāsutā                                                                                  | 21 marzo 1994     |               |
| 65 | Hello Kitty in Heidi 「ハローキティのアルプスの少女ハイジII クララとの出会い」 - Harō Kiti no Arupusu no shōjo Haiji II Kurara to no deai                    | 21 marzo 1994     |               |
| 66 | Il nostro tesoro 「けろけろけろっぴのぼくたちのたからもの」 - Kero Kero Keroppi no boku-tachi no takaramono                                                  | 21 marzo 1994     |               |
| 67 | 「ハローキティのパパなんて大きらい」 - Harō Kiti no papa nante daikirai                                                                                      | 21 marzo 1994     |               |
| 68 | My Melody in Attenti al lupo 「マイメロディのオオカミさんにきをつけて」 - Mai Merodi no ōkami-san ni ki o tsukete                                            | 21 aprile 1994    |               |
| 69 | Kiki e Lala in Voglio vedere mamma e papà 「キキとララのパパとママにあいたい」 - Kiki to Rara no papa to mama ni aitai                                       | 21 aprile 1994    |               |
| 70 | Hello Kitty in La piccola principessa 「ハローキティの小公女」 - Harō Kiti no Shōkōjo                                                                        | 21 luglio 1994    |               |
| 71 | Hello Kitty in Il tulipano della felicità 「ハローキティの幸せのチューリップ」 - Harō Kiti no shiawase no chūrippu                                           | 7 gennaio 1995    |               |
| 72 | Kiki e Lala in Una mamma è per sempre 「キキとララのママってすてき!」 - Kiki to Rara no mamatte suteki!                                                      | 21 giugno 1995    |               |
| 73 | Badtz-Maru in La forza di un uomo 「バッドばつ丸の男度胸の思いやり」 - Baddo Batsu Maru no otoko dokyō no omoiyari                                           | 21 ottobre 1995   |               |
| 74 | Badtz-Maru in Lo studente modello 「バッドばつ丸のオレは優等生」 - Baddo Batsu Maru no ore wa yūtōsei                                                        | 21 ottobre 1995   |               |
| 75 | 「けろけろけろっぴのびっくり! おばけやしき」 - Kero Kero Keroppi no bikkuri! Obakeyashiki                                                                    | 13 gennaio 1996   |               |
| 76 | Hello Kitty in Salviamo la foresta 「ハローキティのみんなの森をまもれ!」 - Harō Kiti no min'na no mori o mamore!                                             | 13 gennaio 1996   |               |
| 77 | 「ハローキティのサンタさんが二人いた」 - Harō Kiti no Santa-san ga futari ita                                                                                | 1998              |               |
| 78 | Sam e Cip in Non ho paura dei fantasmi 「サムちゃんのおばけなんか怖くない」 - Samu-chan no obake nanka kowaku nai                                            | agosto 1998       |               |
| 79 | 「ハローキティのみんなの楽しい夏休み」 - Harō Kiti no min'na no tanoshī natsuyasumi                                                                          | 21 ottobre 1998   |               |
| 80 | 「ハローキティのはじめてのクリスマスケーキ」 - Harō Kiti no hajimete no kurisumasu kēki                                                                      | 21 ottobre 1998   |               |

## Serie italiane

### Le fiabe di Hello Kitty
| Nº | Titolo italiano                                                   |
| 1  | Biancaneve e i sette nani                                         |
| 2  | Due splendide sorelle                                             |
| 3  | Le avventure di Gulliver                                          |
| 4  | Robin Hood                                                        |
| 5  | Giochiamo a baseball                                              |
| 6  | La bella addormentata                                             |
| 7  | Mamma in fondo mi vuole bene                                      |
| 8  | Diventiamo amici                                                  |
| 9  | La casa stregata                                                  |
| 10 | L’avventura del principe codardo                                  |
| 11 | Il Cappello di Babbo Natale                                       |
| 12 | La mela magica                                                    |
| 13 | Il giorno in cui il tempo si è fermato                            |
| 14 | Il regalo della vigilia di Natale/Babbo Natale e la sorella Kuppi |
| 15 | Cenerentola                                                       |
| 16 | Il circo arriva in città                                          |
| 17 | Il nostro tesoro/Alla ricerca del tesoro segreto                  |
| 18 | La grande gara di nuoto/Sei un campione                           |
| 19 | Alice nel paese delle meraviglie                                  |
| 20 | Il ladro di sogni                                                 |
| 21 | La grande avventura/Un compleanno eccitante                       |
| 22 | Alla ricerca del fungo rosa/La storia del campo di carote         |
| 23 | Heidi                                                             |
| 24 | Il principe nel castello dei sogni                                |
| 25 | Le avventure di Simbad                                            |
| 26 | La lampada magica di Aladino                                      |

### Le favole di Hello Kitty

#### Prima stagione
Nella versione italiana i film con durata superiore ai 30 minuti sono stati tagliati letteralmente in 2 parti: il titolo appare solo all'inizio. Pollicina è diviso in 2 episodi da 20 minuti, mentre I Tre Moschettieri e Viaggio Verso Ovest sono divisi in 2 episodi da 30 minuti.
| N° | N°     | Titolo italiano                       | Titolo originale                                                                              | Durata | Data              |
| -- | ------ | ------------------------------------- | --------------------------------------------------------------------------------------------- | ------ | ----------------- |
| 1  | 1-2    | Hello Kitty in Pollicina              | (ハローキティのおやゆびひめ?, Hello Kitty no Oyayubi hime)                                    | 40'    | 20 luglio 1990    |
| 2  | 3      | My Melody in Cappuccetto Rosso        | (マイメロディの赤ずきん?, My Melody no Akazukin)                                              | 30'    | 22 luglio 1989    |
| 3  | 4      | Keroppi in Il Fagiolo Magico          | (けろけろけろっぴの大冒険 ふしぎな豆の木?, Kero Kero Keroppi no dai bōken fushigina mamenoki) | 20'    | 21 luglio 1990    |
| 4  | 5      | Kiki e Rara in Hansel e Gretel        | (キキとララのヘンゼルとグレーテル?, Kiki to Rara no Hansel to Gretel)                         | 30'    | 21 giugno 1993    |
| 5  | 6      | Hello Kitty in Heidi                  | (ハローキティのアルプスの少女ハイジ?, Hello Kitty no Arupusu no Shōjo Heidi)                  | 30'    | 21 marzo 1994     |
| 6  | 7      | Tabo in Il Pianeta del Drago          | (たあ坊の龍宮星大探検?, Taabō no ryūgū hoshi dai tanken)                                      | 30'    | 20 luglio 1991    |
| 7  | 8-9    | Keroppi in I Tre Moschettieri         | (けろけろけろっぴの三銃士?, Kero Kero Keroppi no sanjūshi)                                    | 60'    | 20 luglio 1991    |
| 8  | 10     | Hello Kitty in La Piccola Principessa | (ハローキティの小公女?, Hello Kitty no Shōkōjo)                                               | 30'    | 21 luglio 1994    |
| 9  | 11     | Hello Kitty in La Principessa Bambù   | (ハローキティのかぐや姫?, Hello Kitty no Kaguya hime)                                         | 30'    | 21 settembre 1993 |
| 10 | 12- 13 | Pokopon in Viaggio Verso Ovest        | (ぽこぽんのゆかいな西遊記?, Pokopon no yukaina Saiyūki)                                       | 60'    | 21 luglio 1990    |

#### Seconda stagione
Nell'adattamento italiano sono state censurate molte canzoni, esse appaiono raramente e cantate in italiano, in alcuni casi in lingua originale.
| N° | N° | Titolo italiano                                                      | Durata              | Durata            |
| N° | N° | Titolo italiano                                                      | Giappone (bandiera) | Italia (bandiera) |
| -- | -- | -------------------------------------------------------------------- | ------------------- | ----------------- |
| 1  | 1  | Hello Kitty in La festa di compleanno                                | 15'                 | 10'               |
| 2  | 1  | Hangyodon in Il super detective Hangyodon                            | 15'                 | 10'               |
| 3  | 2  | Hello Kitty in Il Lago misterioso                                    | 20'                 | 19'               |
| 4  | 3  | Hello Kitty in Gli alieni atterrano a Londra - Prima parte           | 30'                 | 14'               |
| 4  | 4  | Hello Kitty in Gli alieni atterrano a Londra - Seconda parte         | 30'                 | 14'               |
| 5  | 5  | Hello Kitty in Grazie, signor postino                                | 20'                 | 18'               |
| 6  | 6  | Hello Kitty in La lucciola blu - Prima parte                         | 30'                 | 14'               |
| 6  | 7  | Hello Kitty in La lucciola blu - Seconda parte                       | 30'                 | 14'               |
| 7  | 8  | Hello Kitty in La festa in maschera - Prima parte                    | 30'                 | 14'               |
| 7  | 9  | Hello Kitty in La festa in maschera - Seconda parte                  | 30'                 | 14'               |
| 8  | 10 | Hello Kitty in Ti odio papà!                                         | 20'                 | 18'               |
| 9  | 11 | Hello Kitty in Salviamo la foresta - Prima parte                     | 30'                 | 14'               |
| 9  | 12 | Hello Kitty in Salviamo la foresta - Seconda parte                   | 30'                 | 14'               |
| 10 | 13 | Hello Kitty in Il tulipano della felicità - Prima parte              | 30'                 | 14'               |
| 10 | 14 | Hello Kitty in Il tulipano della felicità - Seconda parte            | 30'                 | 14'               |
| 11 | 15 | Keroppi in La nave dei sogni - Prima parte                           | 30'                 | 12'               |
| 11 | 16 | Keroppi in La nave dei sogni - Seconda parte                         | 30'                 | 15'               |
| 12 | 17 | Keroppi in Una nuova amicizia - Prima parte                          | 30'                 | 13'               |
| 12 | 18 | Keroppi in Una nuova amicizia - Seconda parte                        | 30'                 | 14'               |
| 13 | 19 | Keroppi in Il cucciolo di dinosauro - Prima parte                    | 30'                 | 14'               |
| 13 | 20 | Keroppi in Il cucciolo di dinosauro - Seconda parte                  | 30'                 | 13'               |
| 14 | 21 | Keroppi in Il mio amico mago                                         | 20'                 | 19'               |
| 15 | 22 | Keroppi in Salviamo le api                                           | 20'                 | 18'               |
| 16 | 23 | Keroppi in La nostra principessa - Prima parte                       | 30'                 | 12'               |
| 16 | 24 | Keroppi in La nostra principessa - Seconda parte                     | 30'                 | 15'               |
| 17 | 25 | Keroppi in Il viaggio di Fin - Prima parte                           | 30'                 | 14'               |
| 17 | 26 | Keroppi in Il viaggio di Fin - Seconda parte                         | 30'                 | 14'               |
| 18 | 27 | Keroppi in La casa dei fantasmi - Prima parte                        | 30'                 | 13'               |
| 18 | 28 | Keroppi in La casa dei fantasmi - Seconda parte                      | 30'                 | 15'               |
| 19 | 29 | Kiki e Lala in Voglio diventare una principessa - Prima parte        | 30'                 | 13'               |
| 19 | 30 | Kiki e Lala in Voglio diventare una principessa - Seconda parte      | 30'                 | 15'               |
| 20 | 31 | Kiki e Lala in La Principessa della stella del cigno - Prima parte   | 30'                 | 15'               |
| 20 | 32 | Kiki e Lala in La Principessa della stella del cigno - Seconda parte | 30'                 | 12'               |
| 21 | 33 | Kiki e Lala in Le scarpe da ballo - Prima parte                      | 30'                 | 14'               |
| 21 | 34 | Kiki e Lala in Le scarpe da ballo - Seconda parte                    | 30'                 | 13'               |
| 22 | 35 | Kiki e Lala in Vai vai Pegaso - Prima parte                          | 30'                 | 17'               |
| 22 | 36 | Kiki e Lala in Vai vai Pegaso - Seconda parte                        | 30'                 | 11'               |
| 23 | 37 | Kiki e Lala in Voglio vedere mamma e papà                            | 20'                 | 18'               |
| 24 | 38 | Kiki e Lala in Una mamma è per sempre - Prima parte                  | 30'                 | 12'               |
| 24 | 39 | Kiki e Lala in Una mamma è per sempre - Seconda parte                | 30'                 | 16'               |
| 25 | 40 | Hangyodon in Guai nel regno dei dinosauri                            | 20'                 | 18'               |
| 26 | 41 | Hangyodon in Guai nella città di Edo                                 | 20'                 | 18'               |
| 27 | 42 | Hangyodon in Guai nel futuro - Prima parte                           | 30'                 | 14'               |
| 27 | 43 | Hangyodon in Guai nel futuro - Seconda parte                         | 30'                 | 14'               |
| 28 | 44 | Hangyodon in Hangyodon 007                                           | 15'                 | 13'               |
| 29 | 45 | Tabo in Salviamo la stella Miraggio - Prima parte                    | 30'                 | 14'               |
| 29 | 46 | Tabo in Salviamo la stella Miraggio - Seconda parte                  | 30'                 | 13'               |
| 30 | 47 | Tabo in Cronos il padrone - Prima parte                              | 30'                 | 13'               |
| 30 | 48 | Tabo in Cronos il padrone - Seconda parte                            | 30'                 | 14'               |
| 31 | 49 | Tabo in La gara dei talenti                                          | 15'                 | 11'               |
| 32 | 49 | Badtz-Maru in Lo studente modello                                    | 15'                 | 9'                |
| 33 | 50 | Tabo in Saluta i nuovi amici                                         | 15'                 | 10'               |
| 34 | 50 | Pokopon in Pokopon torna a casa                                      | 15'                 | 9'                |
| 35 | 51 | Badtz-Maru in La forza di un uomo                                    | 15'                 | 13'               |
| 36 | 52 | Pokopon in La battaglia delle trasformazioni                         | 15'                 | 10'               |
| 37 | 52 | My Melody in Attenti al lupo                                         | 15'                 | 9'                |
| 38 | 53 | Eddy e Emi in Gli anelli firmati                                     | 15'                 | 10'               |
| 39 | 53 | (Nezumi in) Giallo all'epoca di Edo                                  | 15'                 | 11'               |
| 40 | 54 | (Ume in) La merceria di Umeya                                        | 15'                 | 9'                |
| 41 | 54 | Sam e Cip in Non ho paura dei fantasmi                               | 15'                 | 10'               |
| 42 | 55 | (Badtz-Maru in) Pochi come te non c'è nessuno                        | 15'                 | 13'               |
| 43 | 55 | Sam e Cip in La gara d'automobili                                    | 15'                 | 10'               |